# Ipopion
L'ipopion, o ipopio, è una raccolta di essudato infiammatorio purulento situato nella camera anteriore dell'occhio.

## Eziologia
Può conseguire una cheratite suppurativa con ulcerazioni corneali oppure un'iridociclite e può portare a una perforazione corneale.

## Trattamento
Il trattamento è antibiotico nelle forme infettive, mentre è basato su corticosteroidi per altre eziologie (come ad esempio la Malattia di Behçet ed altre patologie autoimmuni).